# Pierre Manus
Pierre Manus est un homme politique français né le 11 août 1867 à Ville-sur-Jarnioux (Rhône) et décédé le 22 novembre 1947 à Caluire-et-Cuire (Rhône).
Cafetier, il est conseiller d'arrondissement en 1901, conseiller municipal en 1904 et président du conseil d'arrondissement de 1905 à 1907. Il est député du Rhône de 1910 à 1919, inscrit au groupe socialiste.

## Source
- « Pierre Manus », dans le Dictionnaire des parlementaires français (1889-1940), sous la direction de Jean Jolly, PUF, 1960 [détail de l’édition]